# MLB All-Star Game 2009
MLB All-Star Game 2009 – 80. Mecz Gwiazd ligi MLB, który odbył się 14 lipca 2009 roku na stadionie Busch Stadium w St. Louis. Spotkanie obejrzało 46 760 widzów.
Najbardziej wartościowym zawodnikiem został wybrany Carl Crawford z Tampa Bay Rays, który zapobiegł zdobyciu home runa na lewym zapolu, łapiąc wysoko odbitą piłkę przez Brada Hawpe’a w drugiej połowie siódmej zmiany przy stanie 3–3 oraz zaliczył single’a.

## Wyjściowe składy
| American League | American League | American League | American League | National League | National League | National League | National League |
| #               | Zawodnik        | Klub            | Pozycja         | #               | Zawodnik        | Klub            | Pozycja         |
| --------------- | --------------- | --------------- | --------------- | --------------- | --------------- | --------------- | --------------- |
| 1               | Ichiro Suzuki   | Mariners        | CF              | 1               | Hanley Ramírez  | Marlins         | SS              |
| 2               | Derek Jeter     | Yankees         | SS              | 2               | Chase Utley     | Phillies        | 2B              |
| 3               | Joe Mauer       | Twins           | C               | 3               | Albert Pujols   | Cardinals       | 1B              |
| 4               | Mark Teixeira   | Yankees         | 1B              | 4               | Ryan Braun      | Brewers         | RF              |
| 5               | Jason Bay       | Red Sox         | LF              | 5               | Raúl Ibañez     | Phillies        | LF              |
| 6               | Josh Hamilton   | Rangers         | LF              | 6               | David Wright    | Mets            | 3B              |
| 7               | Michael Young   | Rangers         | 3B              | 7               | Shane Victorino | Phillies        | CF              |
| 8               | Aaron Hill      | Blue Jays       | 2B              | 8               | Cardinals       | Phillies        | C               |
| 9               | Roy Halladay    | Blue Jays       | P               | 9               | Tim Lincecum    | Giants          | P               |

| American League                                                         | 2 | 0 | 0 | 0 | 1 | 0 | 0 | 1 | 0 | 4 | 8 | 1 |
| National League                                                         | 0 | 3 | 0 | 0 | 0 | 0 | 0 | 0 | 0 | 3 | 5 | 1 |
| WP: Jonathan Papelbon (1–0) LP: Heath Bell (0–1) SV: Mariano Rivera (1) |   |   |   |   |   |   |   |   |   |   |   |   |

## Składy
| Miotacze - Heath Bell (1) - Chad Billingsley (1) - Jonathan Broxton (1) - Matt Cain (1) - Francisco Cordero (3) - Zach Duke (1) - Ryan Franklin (1) - Dan Haren (3) - Trevor Hoffman (7) - Josh Johnson (1) - Ted Lilly (2) - Tim Lincecum (2) - Jason Marquis (1) - Francisco Rodríguez (4) - Johan Santana (4) Łapacze - Brian McCann (4) - Yadier Molina (1) |  | Wewnątrzpolowi - Prince Fielder (2) - Adrian Gonzalez (2) - Ryan Howard (2) - Orlando Hudson (2) - Albert Pujols (8) - Hanley Ramírez (2) - Freddy Sanchez (3) - Miguel Tejada (6) - Chase Utley (4) - David Wright (4) - Ryan Zimmerman (1) Zapolowi - Carlos Beltrán (5) - Ryan Braun (2) - Raúl Ibañez (1) - Brad Hawpe (1) - Hunter Pence (1) - Justin Upton (1) - Shane Victorino (1) - Jayson Werth (1) |  | Menadżer - Charlie Manuel Trenerzy - Tony La Russa - Joe Torre |

| Miotacze - Andrew Bailey (1) - Josh Beckett (2) - Mark Buehrle (4) - Brian Fuentes (4) - Zack Greinke (1) - Roy Halladay (6) - Félix Hernández (1) - Edwin Jackson (1) - Joe Nathan (4) - Jonathan Papelbon (4) - Mariano Rivera (10) - Justin Verlander (2) - Tim Wakefield (1) Łapacze - Víctor Martínez (3) - Joe Mauer (3) |  | Wewnątrzpolowi - Jason Bartlett (1) - Chone Figgins (1) - Aaron Hill (1) - Derek Jeter (10) - Brandon Inge (1) - Evan Longoria (2) - Justin Morneau (3) - Carlos Peña (1) - Dustin Pedroia (2) - Mark Teixeira (2) - Kevin Youkilis (2) - Michael Young (6) - Ben Zobrist (1) Zapolowi - Jason Bay (3) - Carl Crawford (3) - Nelson Cruz (1) - Curtis Granderson (1) - Josh Hamilton (2) - Torii Hunter (3) - Adam Jones (1) - Ichiro Suzuki (9) |  | Menadżer - Joe Maddon Trenerzy - Trey Hillman - Don Wakamatsu |

- W nawiasie podano liczbę powołań do All-Star Game.

## Home Run Derby

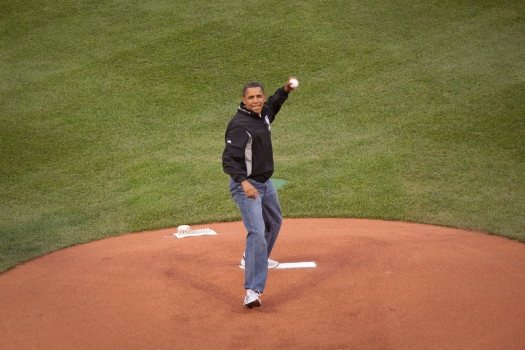
Barack Obama oddaje pierwszy honorowy rzut.

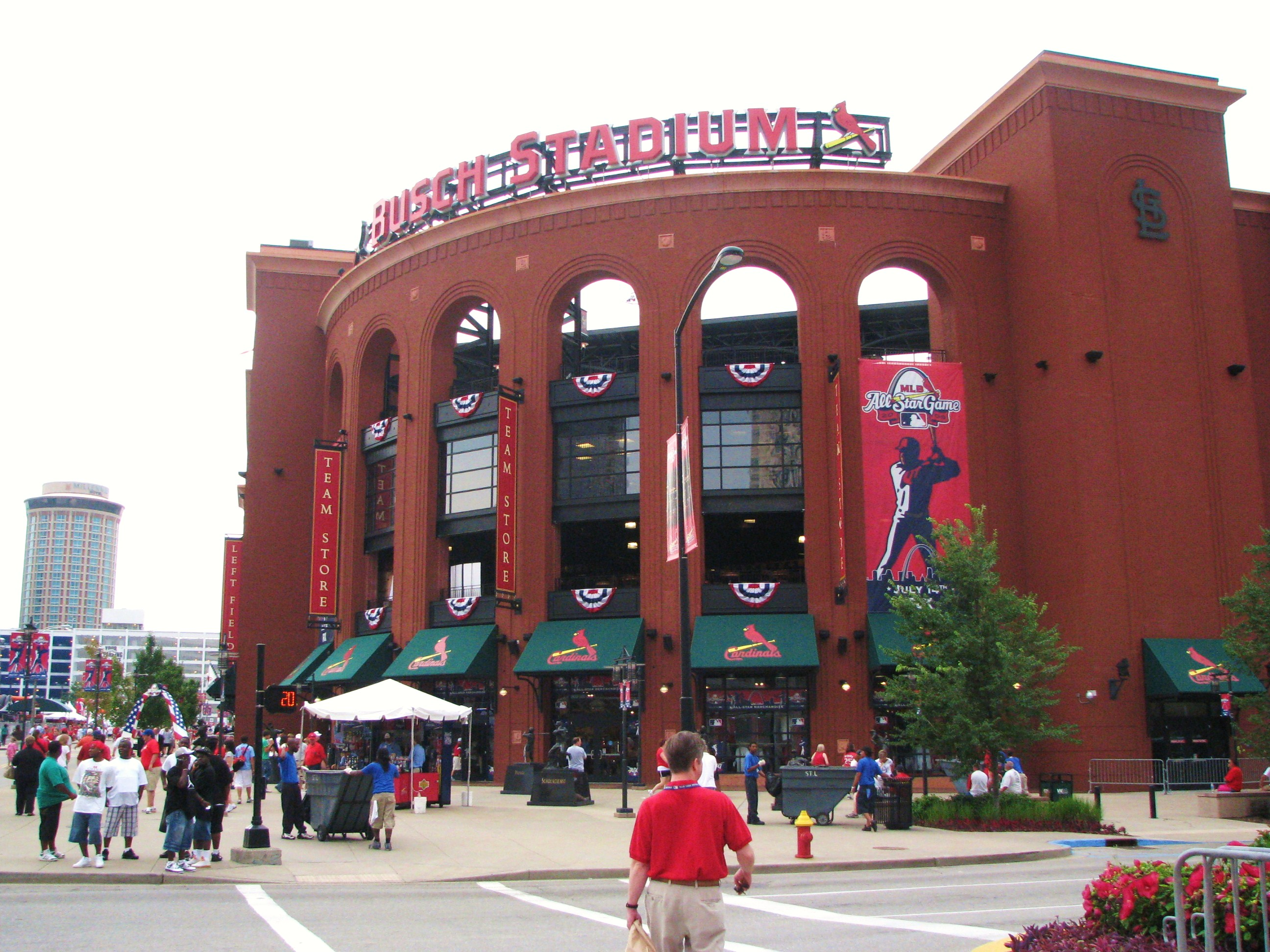
Główne wejście stadionu Busch Stadium podczas All-Star Game.

| Busch Stadium, St. Louis – NL 51, AL 31 | Busch Stadium, St. Louis – NL 51, AL 31 | Busch Stadium, St. Louis – NL 51, AL 31 | Busch Stadium, St. Louis – NL 51, AL 31 | Busch Stadium, St. Louis – NL 51, AL 31 | Busch Stadium, St. Louis – NL 51, AL 31 | Busch Stadium, St. Louis – NL 51, AL 31 |
| Zawodnik                                | Klub                                    | Runda 1                                 | Półfinały                               | Suma                                    | Finały                                  | Suma                                    |
| --------------------------------------- | --------------------------------------- | --------------------------------------- | --------------------------------------- | --------------------------------------- | --------------------------------------- | --------------------------------------- |
| Prince Fielder                          | Milwaukee Brewers                       | 11                                      | 6                                       | 17                                      | 6                                       | 23                                      |
| Nelson Cruz                             | Texas Rangers                           | 11                                      | 5                                       | 16                                      | 5                                       | 21                                      |
| Ryan Howard                             | Philadelphia Phillies                   | 7                                       | 8                                       | 15                                      | –                                       | 15                                      |
| Albert Pujols                           | St. Louis Cardinals                     | 5                                       | 6                                       | 11                                      | –                                       | 11                                      |
| Carlos Peña                             | Tampa Bay Rays                          | 5                                       | –                                       | 5                                       | –                                       | 5                                       |
| Joe Mauer                               | Minnesota Twins                         | 5                                       | –                                       | 5                                       | –                                       | 5                                       |
| Adrian Gonzalez                         | San Diego Padres                        | 2                                       | –                                       | 2                                       | –                                       | 2                                       |
| Brandon Inge                            | Detroit Tigers                          | 0                                       | –                                       | 0                                       | –                                       | 0                                       |